# Château Tyszkiewicz (Palanga)
Pour les articles homonymes, voir Château Tyszkiewicz.
Le château Tyszkiewicz (en lituanien: Tiškevičių rūmai) est un château néorenaissance situé à Palanga (anciennement Połąga) en Lituanie.

## Historique

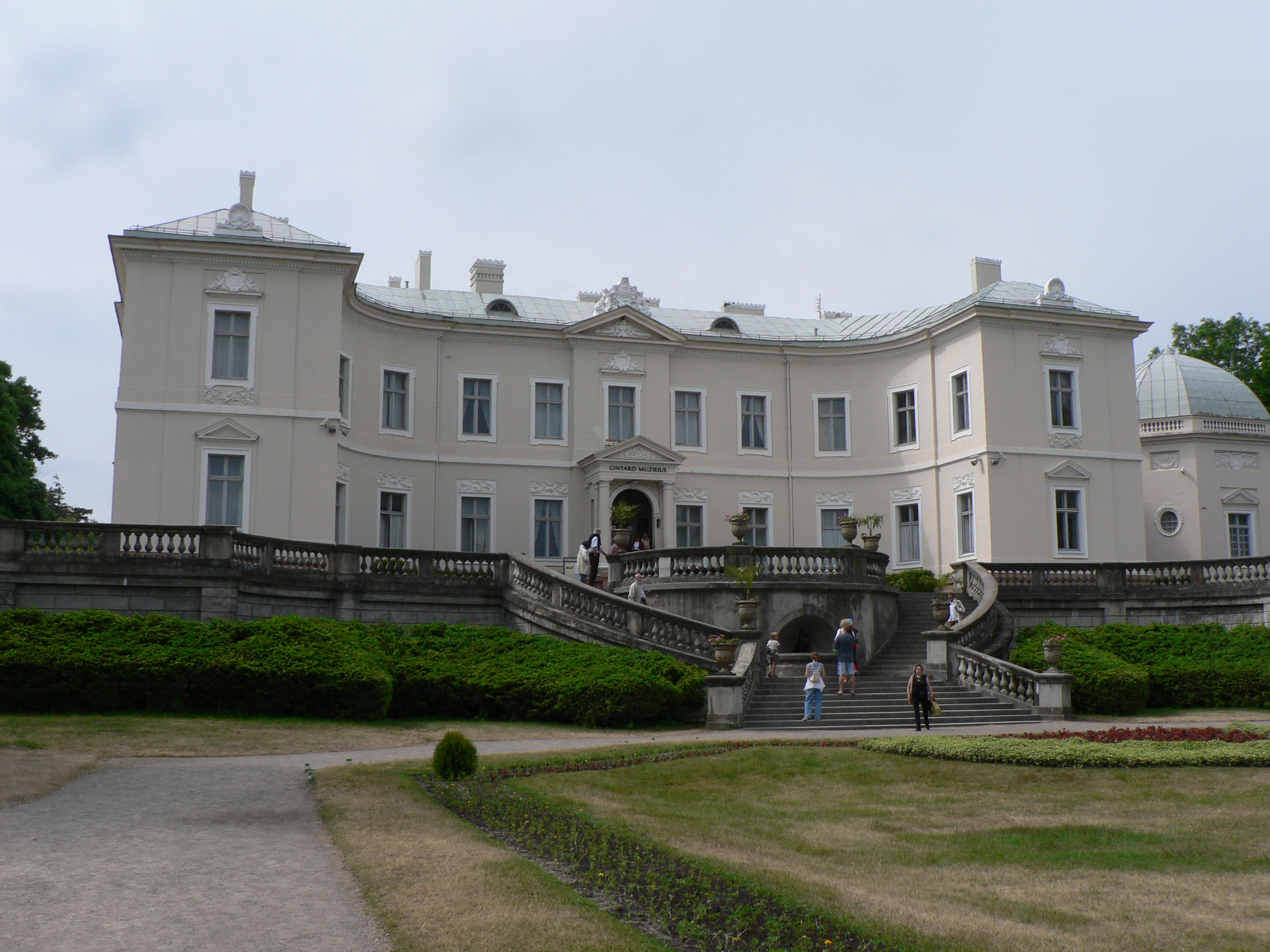
Façade néorenaissance du château

Ce château a été construit pour servir de résidence d'été à la famille Tyszkiewicz, famille de la haute aristocratie polonaise, qui demeurait à Varsovie, dans une partie du pays sous l'autorité de l'Empire russe. Il est bâti de 1893 à 1897 en style néorenaissance italienne, avec certains éléments néoclassiques ou baroques. Le comte Feliks Tyszkiewicz fait appel à l'architecte allemand Franz Heinrich Schwechten pour remplacer l'ancien manoir de bois qui se trouvait au bord de la rivière Raze.
Le bâtiment à un étage supérieur en forme d'arc ouvre sur une terrasse décorée de sculptures venant de France. La sculpture de Jésus-Christ bénissant est élevée par le comte Feliks Tyszkiewicz en action de grâces pour le rétablissement de son épouse Antonina, après un accouchement difficile et la naissance de leur fils Stanislas en 1907. Cette statue est semble-t-il l'œuvre du Danois Bertel Thorvaldsen ou de son atelier. Elle a été détruite en 1948 sur ordre des autorités communistes et reconstruite en 1993 d'après des photographies. De même, la chapelle à côté, bâtie par Schwechten, a été reconstruite au début du XXIe siècle.
Le parc est dessiné par Édouard André (1840-1911), paysagiste français, ainsi que par son fils.
En 1916, des travaux débutent pour agrandir le château, mais ils sont interrompus par la révolution de 1917. Le château est endommagé par des bombardements allemands à la fin de la Première Guerre mondiale. Après la Seconde Guerre mondiale, la famille Tyszkiewicz est expropriée par les nouvelles autorités communistes lituaniennes. Le château souffre d'abandon pendant une dizaine d'années. Les travaux de restauration débutent en 1957, sous l'autorité de l'architecte Alfredas Brukodas., le château étant affecté à l'union des artistes de la république socialiste soviétique de Lituanie. Il abrite le musée de l'ambre depuis les années 1960.
Le château appartient aujourd'hui à la municipalité de Palanga. Son parc est devenu un jardin botanique ouvert également au public.

## Illustrations

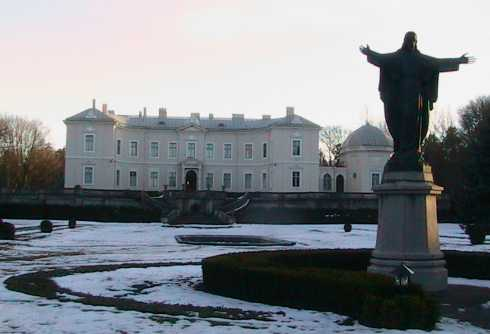
Le château Tyszkiewicz en hiver
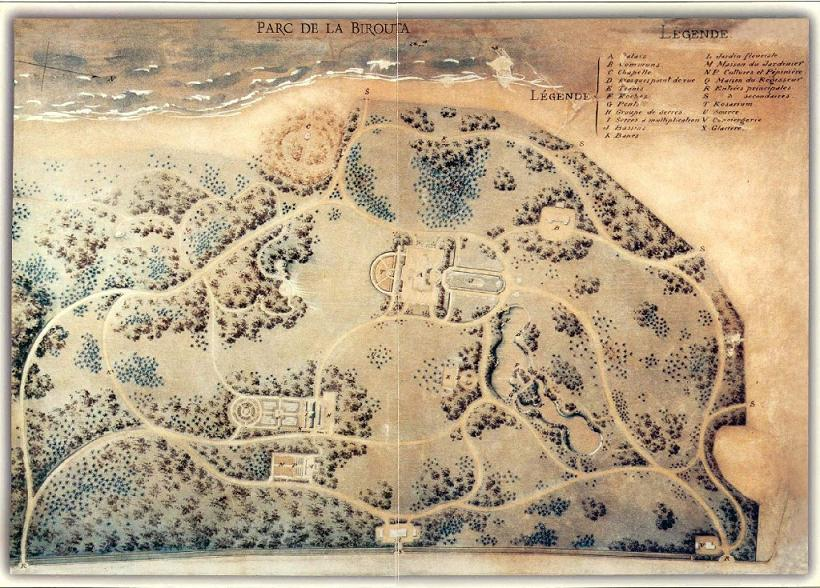
Plan du parc par Édouard André
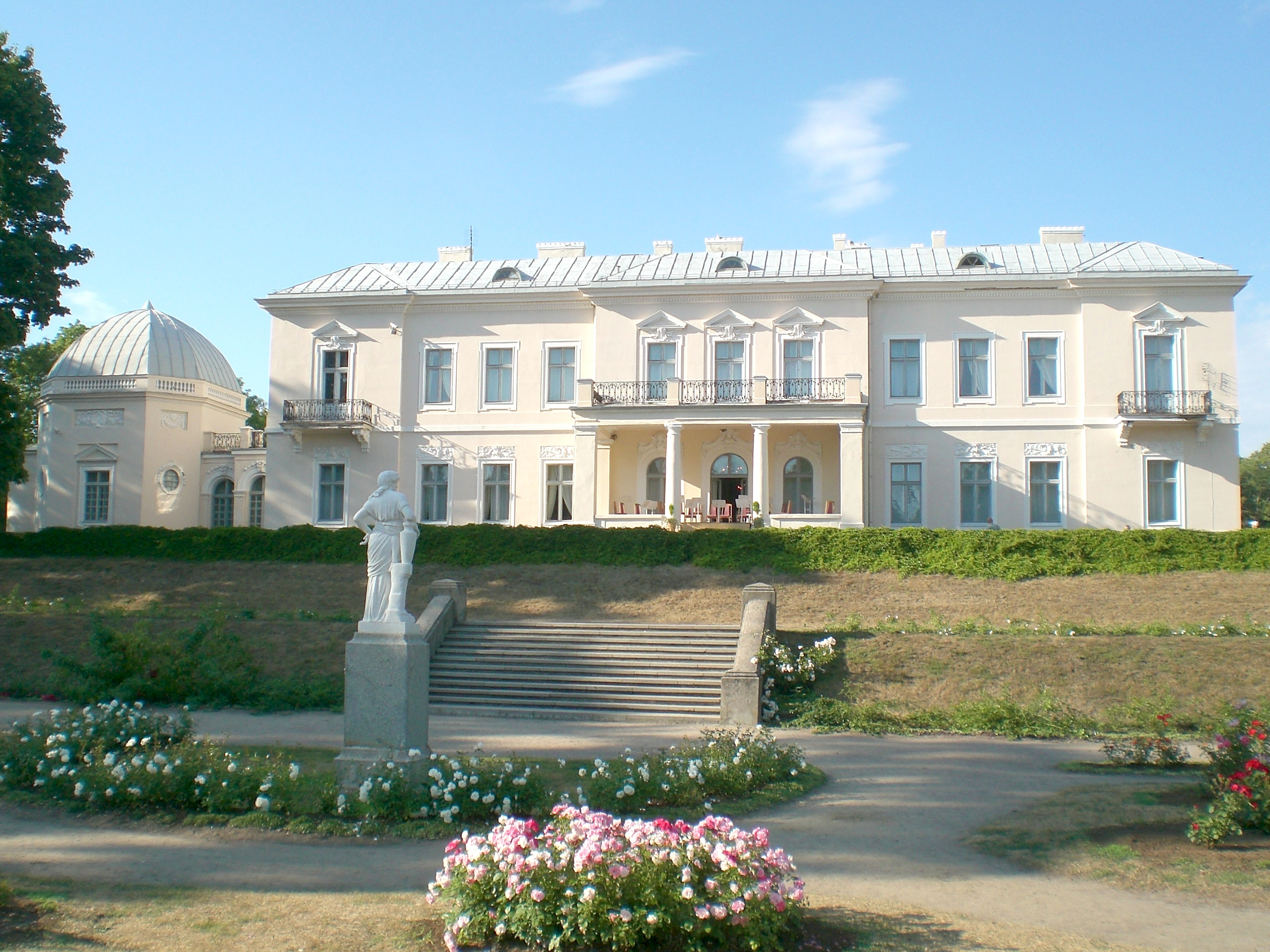
Façade néoclassique du château

## Source
- (en) Cet article est partiellement ou en totalité issu de l’article de Wikipédia en anglais intitulé « Tiškevičiai Palace, Palanga » (voir la liste des auteurs).